# Roland Minson
Roland T. Minson (Idaho Falls, 18 febbraio 1929 – Afton, 1º gennaio 2020) è stato un cestista e allenatore di pallacanestro statunitense.

## Carriera
Con la Brigham Young University (BYU) ha vinto il National Invitation Tournament 1951, venendo inoltre nominato miglior giocatore del torneo. È stato poi selezionato al secondo giro del Draft NBA 1951 dai New York Knicks come 16ª scelta assoluta ma non giocò mai in NBA; ha militato nei Denver Bankers in Amateur Athletic Union.
È stato vice allenatore di BYU dal 1961 al 1963.